# Bauhofer János György
Bauhofer János György, Bauhoffer (Sopron, 1806 – Buda, 1864. július 14.) evangélikus lelkész, újságíró.

## Életpályája
Középiskoláit szülőföldjén, a teológiát (1827–1828) Bécsben végezte. Hazatérve 1828-ban Kis János evangélikus püspök mellé Sopronba segédlelkészül hivatott meg. 1829 februárjában a somorjai egyház megválasztotta lelkészévé. 1844-ben József nádor neje, Mária Dorottya hercegasszony, budai evangélikus lelkésznek hívta meg őt, és ezen tisztében halt meg.

## Munkái
- Abschiedsrede… Oedenburg, 1829.
- Predigt… gehalten am 1. Pfingstfest… Pressburg, 1831.
- Ein gottesfürchtiger König. Eine Trauer- und Gedächtniss-Predigt über das Ableben Sr. Maj. Franz des Ersten. Uo. (1835. Christoffy Istvánéval együtt jelent meg Zwei Trauer-Predigten czímmel.)
- Antritts-Predigt… gehalten im königl. Schloss am 20. Okt. 1844. Ofen.
- Was ist Wahrheit? Rede… am 26. Juni 1845. Uo.
- Rede bei dem Uebertritt von sieben r. kath. Christen zur. evang. christl. Kirche. Uo. 1846.
- Katechismus, melyben az evang. prot. és róm. kath. egyház választanaik előadatnak… 1846.
- Geschichte der evangelischen Kirche in Ungarn. Berlin, 1845. (Névtelenűl. Merle d'Aubigné írt hozzá előszót; még azon évben lefordította angolra Craig. Ism. Révész Imre a Figyelmező-ben 1873.)
- Predigt zur Todesfeier der weil. durchlaucht. Frau Maria Dorothea k. k. Erzherzogin von Oesterreich. Pesth, 1855.
- Trauerrede und Gebet. Uo. 1855. (Ugyanazon alkalomból.)
- Az öszpontosító főelv a protestans egyház kormányzatában. Uo. 1857.
- Ansichten und Zeugnisse hervorragender Männer über die alte Verfassung und Verwaltung der protest. Kirche in Ungarn, Uo. 1860.
- Sendschreiben an die evang. Kirche beider Confessionen in Ungarn. Uo. 1860.
- Nyilt levél a magyarhoni két evangy. hitv. egyházhoz… Uo. 1860.
- Fölhivás a meg nem tért emberekhez. Baxter Richard után angolból ford. Rozsnyó, év n. (2. kiadás. Bpest, 1882.)
- 40 confirmatiói emléklap. Uo. 1861.
- Keresztyén hittan Luther Márton kis kátéja nyomán. Pest, 1862.

Ő indította meg az első német protestans folyóiratot Der Evangelische Christ címmel, mely 1848. május 1-jétől az év végeig járt.
A Házi Kincstárban (1860) a Benedek kormányzó életéből című cikket írta.